# Вересово (станция)
Вересово — железнодорожная станция в одноимённом посёлке в Архангельской области.

## История
Начало работы станции датируется 1937 годом, когда началось строительство Печорской железной дороги, ведущей от Коноши до Воркуты.

## Описание
На станции находятся 5 путей. Один из путей предназначен для отстоя пригородных поездов Кулой - Вересово. Пути не электрифицированы, все поезда, проходящие через станцию, управляются тепловозами. 
При станции расположен посёлок, разделённый на две части железной дорогой - Вересово и Окунево. Неподалёку от станции проходит автомобильная трасса Коноша - Няндома.

## Пригородное сообщение
Станция является конечной для пригородных поездов Кулой - Вересово (2 пары поездов в сутки). Также через станцию проходит пригородный поезд Кулой - Коноша (1 пара поездов в сутки). 

## Дальнее сообщение
По состоянию на декабрь 2018 года на станции останавливаются следующие поезда дальнего следования:
| Круглогодичное обращение поездов | Круглогодичное обращение поездов | Круглогодичное обращение поездов | Круглогодичное обращение поездов |
| № поезда                         | Маршрут движения                 | № поезда                         | Маршрут движения                 |
| -------------------------------- | -------------------------------- | -------------------------------- | -------------------------------- |
| 77                               | -                                | 78                               | Санкт-Петербург — Воркута        |
| 97                               | -                                | 98                               | Санкт-Петербург — Микунь         |
| 371                              | Котлас — Архангельск             | 372                              | Архангельск — Котлас             |
| 375                              | -                                | 376                              | Москва — Воркута                 |

| Сезонное обращение поездов | Сезонное обращение поездов | Сезонное обращение поездов | Сезонное обращение поездов |
| № поезда                   | Маршрут движения           | № поезда                   | Маршрут движения           |
| -------------------------- | -------------------------- | -------------------------- | -------------------------- |